# Johannes Schöner (Weihbischof)
Johannes Schöner (* im 16. Jahrhundert; † 24. September 1651 in Bamberg) war ein deutscher römisch-katholischer Theologe, Hochschullehrer, Titularbischof in Athyra und Weihbischof in Bamberg.

## Leben
Johannes Schöner stammte aus Neustadt an der Aisch. Sein Vater war Lutheraner. Nach dem Studium am Collegium Germanicum in Rom empfing er dort die Tonsur, wurde am 23. Dezember 1595 in Bamberg zum Priester geweiht und noch im selben Monat zum Professor für Mathematik und Physik ernannt. Im August 1598 promovierte er in Padua zum Dr. Theol.
Die Ernennung zum Professor für Dogmatik fällt in das Jahr 1599.
Im Jahr zuvor machte ihn der Bamberger Fürstbischof Johann Philipp von Gebsattel, der noch keine Weihen empfangen hatte, zum Fiskal und vier Jahre später zum Generalvikar. In dieser Funktion wurde er vom Fürstbischof und Domkapitel im Oktober 1602 nach Rom entsandt, um hier Unstimmigkeiten zu klären und zu beseitigen. Schöner gelang es, den Papst in einer Audienz zu überzeugen. Dieser versicherte seine Freundschaft gegenüber dem Bamberger Bischof sowie dem Domkapitel. Clemens VIII. bestand darauf, dass Gebsattel innerhalb einer vorgegebenen Zeit die höheren Weihen empfängt.
Im März 1607 nominierte ihn Gebsattel, dessen Rolle als Bischof wegen seiner Haltung zur Gegenreformation und sein Leben in einem Konkubinat umstritten war, zum Nachfolger des Weihbischofs Johann Ertlin. In Rom bestanden Vorbehalte gegen die Person Schöners.
Auch der Würzburger Bischof Julius Echter, der vom späteren Weihbischof Friedrich Förner über die Vorgänge in Bamberg informiert worden war, erhob gegen diese Entscheidung massiven Widerstand. Dennoch bestätigte Papst Paul V. diese Personalie und ernannte Schöner am 28. Juli 1608 zum Titularbischof von Athyra und Weihbischof von Bamberg. Dabei befreite ihn der Papst von allen eventuellen Kirchenstrafen. Am 11. Januar 1609 wurde Schöner vom Weihbischof Eucharius Sang geweiht.
Johann Gottfried von Aschhausen, der sich um die Zurückdrängung des Protestantismus bemühte, wurde 1609 zum neuen Bischof gewählt. Vorerst amtierte Schöner weiter, bis es zum Jahresende zum Zusammenstoß zwischen beiden kam. Grund hierfür war die Weigerung Schöners, die Reformpläne des Bischofs in der Pfarrei St. Martin umzusetzen. Aus Bamberg verdrängt, ließ er sich in der protestantischen Reichsstadt Nürnberg nieder. Er beklagte sich beim Papst über das Vorgehen des Bischofs. Dieser erklärte gegenüber dem Papst, Schöner habe sich nicht für die katholische Reform eingesetzt und könne daher nicht in Bamberg bleiben. 1612 einigten sich beide gütlich. Dabei verzichtete Schöner auf sein Amt. Ab 1634 wirkte er als Offizial des Konsistorialgerichts.
Johannes Schöner wurde im Kreuzgang des Bamberger Doms begraben. Sein Nachfolger als Weihbischof war Friedrich Förner.

## Weihehandlungen
- 24. September und 18. Dezember 1644
- 19. März 1645
- 30. November 1646

jeweils Höhere Weihen im Bamberger Dom